# Fontaine aux dauphins de Conliège
La Fontaine aux Dauphins de Conliège dans le Jura en Franche-Comté fut érigée sur la place historique du village en 1836.

## Présentation
Érigée sur un plan de l'architecte Vittot, la fontaine, voulue, à son échelle, monumentale crachait l'eau par quatre dauphins en bronze. À la suite d'un acte de vandalisme, trois de ces dauphins ont disparu. La mairie les a remplacés en 2008 par trois nouvelles pièces coulées dans la fonderie de Roquevaire.